# Индура
Инду́ра (бел. Індура) — агрогородок в Индурском сельсовете Гродненского района Гродненской области Беларуси. Население 1360 человек (2009).

## География
Посёлок находится в 25 км к югу от Гродно. Индура стоит на автодороге Р99 Гродно — Барановичи, местные дороги соединяют её с окрестными деревнями. Через посёлок протекает небольшая река Индурка. В 20 км к западу проходит граница с Польшей.

## История
Впервые Индура упоминается в начале XVI века, как имение маршлка Яна Довойновича, который в 1522 выстроил здесь деревянный костёл Святой Троицы Согласно административно-территориальной реформе середины XVI века Индура вошла в состав Гродненского повета Трокского воеводства. Во 2-й половине XVI—XVII веках местечком владели Кишки, Радзивиллы, Пацы, Воловичи, Исайковские, Млечко; в XVIII веке — Огинские, Соллогубы, Мосальские.
В результате третьего раздела Речи Посполитой (1795) Индура оказалась в составе Российской империи, в Гродненском уезде. Местечко находилось во владении Бжостовских и Козловских. В 1815 году здесь построен каменный костёл Святой Троицы, в 1881 году православная церковь св. Александра Невского, а в 1885 году — синагога. Все три здания сохранились до наших дней.
В 1897 году здесь было 314 дворов, костёл, церковь, синагога, 4 еврейских молитвенных дома, приходское училище, почта, фельдшерский пункт, пивоварня, 2 винодельни, 16 мастерских, известковый завод, 8 трактиров, проводились ярмарки.
По Рижскому мирному договору (1921 года) Индура попала в состав межвоенной Польской Республики, принадлежала Гродненскому повету Белостокского воеводства. В 1932 году в селе были крестьянские волнения.
17 сентября 1939 года после советского вторжения в Польшу Индура вошла в состав БССР, с 1940 года — центр сельсовета. Во Вторую мировую войну с июня 1941 до 21 июля 1944 находилась под немецкой оккупацией. Евреев деревни (около 2000 человек) согнали в гетто, а в 1942 году отправили в лагеря смерти. В 1995 году здесь было 562 двора и 1288 жителей, в 2009 году — 1360 жителей.
Индура получила статус агрогородка в 2007 году.

## Достопримечательности
- Костёл Святой Троицы, 1815 год.
- Православная церковь св. Александра Невского, 1881 год.
- Синагога, 1885 год.
- Дворянская усадьба, XIX век, сохранились усадебный дом и хозпостройки.
- Городище.
- Кладбище еврейское.

## Известные лица
- Вейс, Давид Лазаревич — переводчик художественной литературы, работник народного просвещения и издательской сферы СССР, наиболее известен переводами произведений Г.Уэллса.
- Зак, Авром (1891—1980) — еврейский поэт, драматург и прозаик, переводчик.